# Federazione delle conferenze episcopali dell'Asia
La Federazione delle conferenze episcopali dell'Asia (in inglese Federation of Asian Bishops' Conferences), in sigla FABC, è un organismo della Chiesa cattolica che raggruppa i vescovi delle nazioni dell'Asia.

## Storia
La FABC è stata istituita nel 1973 e ha sede a Bangkok, in Thailandia.

## Membri della FABC
Fanno parte della FABC i vescovi delle seguenti conferenze episcopali:
- Conferenza dei vescovi cattolici del Bangladesh (Catholic Bishops' Conference of Bangladesh, CBCB);
- Conferenza dei vescovi cattolici di Corea (Catholic Bishops' Conference of Korea);
- Conferenza dei vescovi cattolici delle Filippine (Catholic Bishops' Conference of the Philippines, CBCP);
- Conferenza episcopale del Giappone (Catholic Bishops' Conference of Japan);
- Conferenza dei vescovi cattolici dell'India (Catholic Bishops' Conference of India, CBCI);
- Conferenza dei vescovi cattolici latini dell'India (Catholic Latin Bishops' Conference of India, CLBCI);
- Conferenza episcopale dell'Indonesia (Konperensi Waligereja Indonesia, KWI);
- Conferenza episcopale dell'Asia centrale
- Conferenza episcopale del Laos e della Cambogia (Conférence Episcopale du Laos et du Cambodge);
- Conferenza dei vescovi cattolici di Malesia, Singapore e Brunei (Catholic Bishops' Conference of Malaysia, Singapore and Brunei, BCMSB);
- Conferenza dei vescovi cattolici di Myanmar (Myanmar Catholic Bishops' Conference, MCBC);
- Conferenza dei vescovi cattolici del Pakistan (Catholic Bishops' Conference of Pakistan);
- Conferenza dei vescovi cattolici dello Sri Lanka (Catholic Bishops' Conference of Sri Lanka);
- Conferenza episcopale regionale cinese (Chinese Regional Episcopal conference);
- Conferenza dei vescovi della Thailandia (Bishops' Conference of Thailand);
- Conferenza episcopale di Timor (Conferência Episcopal Timorense);
- Conferenza episcopale del Vietnam (Hội Đông Giám Mục Việt Nam).
- Sinodo della Chiesa siro-malabarese
- Sinodo della Chiesa siro-malankarese

A questi si aggiungono in qualità di membri associati gli ordinari della diocesi di Hong Kong, della diocesi di Macao, del vicariato apostolico del Nepal e della prefettura apostolica di Ulan Bator.

## Cronotassi

### Presidenti
- Cardinale Stephen Kim Sou-hwan (1973 - 1977)
- Arcivescovo Mariano Gaviola y Garcés (1977 - 1984)
- Arcivescovo Henry Sebastian D'Souza (1984 - 1993)
- Arcivescovo Oscar Valero Cruz (1993 - 2000)
- Arcivescovo Oswald Thomas Colman Gomis (2000 - 2005)
- Arcivescovo Orlando Beltran Quevedo, O.M.I. (2005 - 21 ottobre 2011)
- Cardinale Oswald Gracias (21 ottobre 2011 - 31 dicembre 2018)
- Cardinale Charles Bo, S.D.B. (1º gennaio 2019 - 1º gennaio 2025)
- Cardinale Filipe Neri António Sebastião do Rosário Ferrão, dal 1º gennaio 2025

### Vicepresidenti
- Cardinale Albert Malcolm Ranjith Patabendige Don (16 novembre 2018 - 1º gennaio 2025)
- Cardinale Pablo Virgilio Siongco David, dal 1º gennaio 2025

### Segretari generali
- Presbitero Raymond Leslie O'Toole, S.F.M. (1º gennaio 2013 - 5 gennaio 2019)
- Vescovo Stephen Lee Bun-sang (gennaio 2019 - 22 luglio 2021)
- Cardinale Tarcisius Isao Kikuchi, S.V.D., dal 22 luglio 2021

### Assistenti segretari generali
- Presbitero Edward F. Malone, M.M. (1972 - 2004)
- Presbitero Raymond Leslie O'Toole, S.F.M. (18 novembre 2005 - 1º gennaio 2013)
- Presbitero William J. Larousse, M.M., dal 1º gennaio 2013